# José Napoleón Duarte

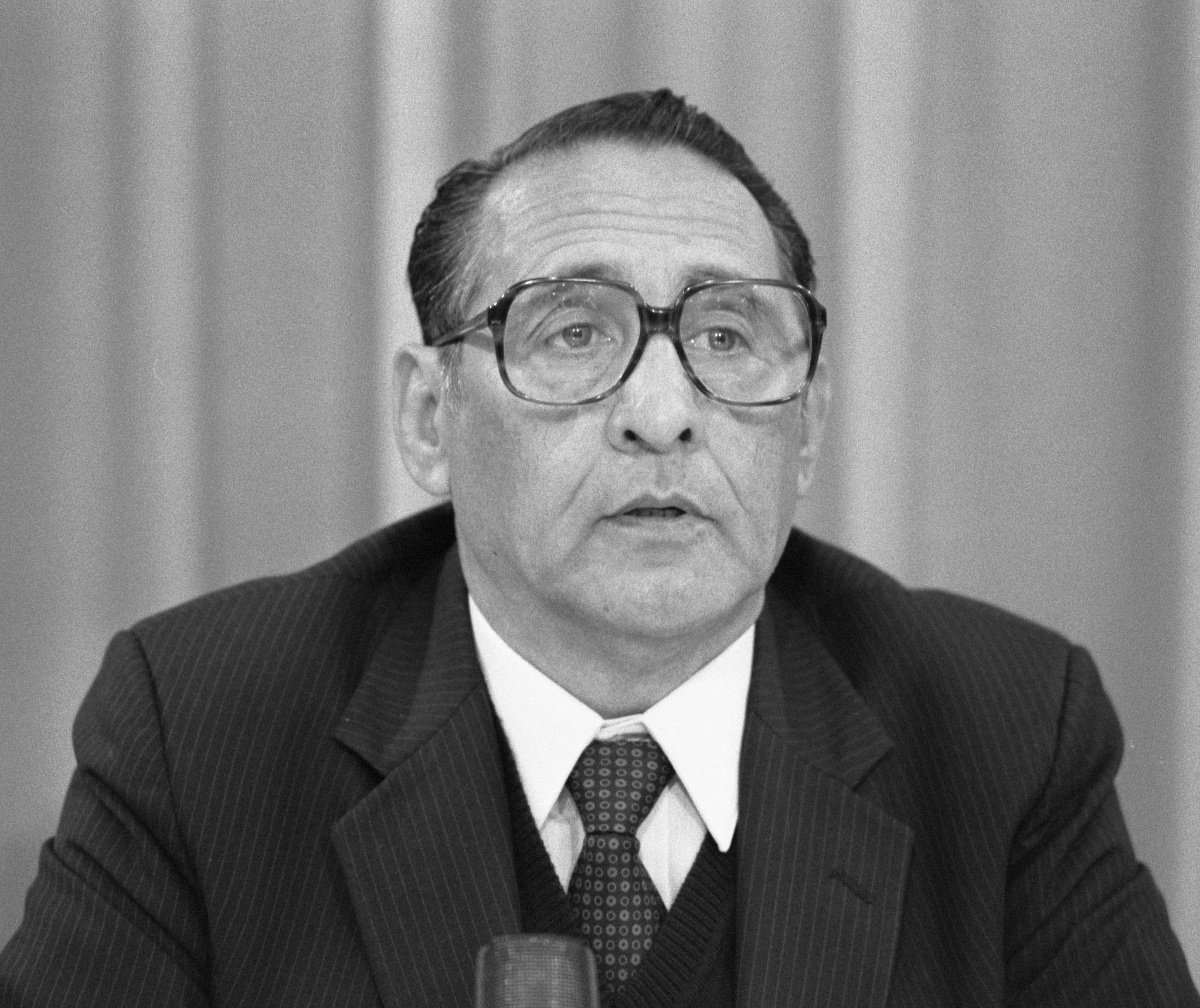
José Napoleón Duarte (1987)

José Napoleón Duarte Fuentes (* 23. November 1925 in San Salvador; † 23. Februar 1990 ebenda) war ein Politiker und Präsident in El Salvador.

## Leben

### Studium und Exil
Duarte wurde 1925 geboren. Während seines Studiums wurde er im Mai 1944 Mitglied der Protestbewegung, die das neun Jahre herrschende Regime von Präsident General Maximiliano Hernández Martínez stürzte. Duarte verließ El Salvador 1945 und ging nach Guatemala ins politische Exil. Von dort aus unterstützte er die Opposition gegen die neuen militärischen Machthaber. Er studierte an der University of Notre Dame in Indiana (USA). Nach dem Abschluss seines Studiums kehrte er nach El Salvador zurück, das sich auf dem Weg in die Demokratie befand.

### Politische Karriere
1960 gründete Duarte zusammen mit anderen die Partido Demócrata Cristiano (PDC), die bei den Wahlen im gleichen Jahr allerdings keinen Abgeordnetensitz in der Nationalversammlung gewann. Nach einem Boykott der Präsidentschaftswahlen 1962 wurde er im März 1964 Bürgermeister von San Salvador, die PDC gewann in diesem Jahr 14 der 52 Sitze im Parlament. Mit seiner Politik gewann er auch die Bürgermeisterwahlen 1966 und 1968, trat aber 1970 von diesem Amt zurück. 
Bei den Präsidentschaftswahlen am 20. Februar 1972 wurde Duarte offensichtlich um seine Stimmenmehrheit betrogen. Am 2. März 1972 erschoss das ERP zwei Soldaten der Guardia Nacional in San Salvador. Dem ERP wurden Verbindungen zur PDC zugeschrieben. Im Klima des Misstrauens konnte der Einfluss von ORDEN nicht ausgeräumt werden. Am 25. März 1972 wurde Duarte verhaftet und gefoltert – wobei er drei Finger verlor –, des Hochverrats bezichtigt und zum Tod verurteilt. Auf internationalen Druck sagte ihm der Wahlbetrüger Arturo Armando Molina Exil zu und ließ Duarte nach Venezuela abschieben. 
Sein Versuch, 1974 nach El Salvador zurückzukehren, scheiterte, und er wurde erneut nach Venezuela abgeschoben.
Am 15. Oktober 1979 übernahm die Junta Revolucionaria de Gobierno die Macht in El Salvador. Duarte Fuentes kehrte nach El Salvador zurück und trat am 3. März 1980 der Junta bei. Er wurde Außenminister. Am 22. Dezember 1980 wurde er Chef der Junta. 

### Präsidentschaft
Bei den Wahlen am 28. März 1981 zur Verfassungsgebenden Versammlung errang die PDC 24 Sitze und die ARENA 36 Sitze. Am 2. Mai 1981 trat der von der Verfassungsgebenden Versammlung bestimmte Interimspräsident Álvaro Alfredo Magaña Borja sein Amt an. Am 25. März 1984 meldeten internationale Wahlbeobachter Duartes Sieg bei der Präsidentschaftswahlen gegen den Kandidaten der ARENA und Paten der Todesschwadrone, Roberto D’Aubuisson Arrieta. Im Wahlkampf wurden zwei Millionen US-Dollar von der US-Regierung für Duarte eingesetzt. Am 1. Juni 1984 trat Duarte sein Amt an.
Sein Treffen mit den Führern der FMLN am 15. Oktober 1984 leitete das Ende des Bürgerkriegs ein. Am 10. September 1985 entführte die FMLN seine Tochter Inés Guadelupe. Nach Verhandlungen, bei denen Arturo Rivera y Damas, Ignacio Ellacuría und Emil Stehle vermittelten, wurden sie und 28 Offiziere der Fuerza Armada de El Salvador im Gegenzug zur Freilassung von 22 politischen Häftlingen und verwundeten Guerilleros von der FMLN am 23. Oktober 1985 freigelassen.
Im August 1986 initiierte er zusammen mit anderen mittelamerikanischen Politikern ein Abkommen zur Demobilisierung der Guerillabewegungen in El Salvador, Guatemala und Nicaragua („Esquilas II“). Er nahm den Dialog mit der FMLN wieder auf. Seine politischen Bemühungen wurden dabei von links und von rechts und nicht zuletzt durch den strikt antikommunistischen Kurs der USA behindert. Bürgerkrieg, Wirtschaftsflaute und Korruption hatten das Land im Griff. In den Wahlen vom 20. März 1988 unterlag die PDC klar der ARENA.
Im Juni 1988 wurde Duarte Fuentes in ein Washingtoner Krankenhaus eingeliefert. Die Diagnose der Ärzte lautete Krebs und eine nur geringe Lebenserwartung. Er trat vom Präsidentenamt zurück, da er in den USA weiter behandelt werden musste. Sein Nachfolger wurde im Juni 1989 Alfredo Cristiani Burkard.
José Napoléon Duarte Fuentes starb am 23. Februar 1990 in San Salvador. Er war verheiratet und hatte vier Kinder.